# 코스티커 슈테퍼네스쿠
코스티커 슈테퍼네스쿠(루마니아어: Costică Ștefănescu; 1951년 3월 26일, 부쿠레슈티 ~ 2013년 8월 20일, 부쿠레슈티)는 루마니아의 전 축구 선수이자 감독으로, 가장 마지막으로 카타르의 알 샤말을 지도했다. 그는 현역 시절 대부분을 우니베르시타테아 크라이오바에서 보내며, 구단 역대 최다인 378번의 경기에 출전했다. 그는 디비지아 A 역사상 역대 최다 2위인 490번의 리그 경기에 출전하기도 했다. 1983년, 슈테퍼네스쿠는 발롱도르 후보로 거론되기도 했다. 그는 1977년부터 1985년까지 루마니아 국가대표팀에서 맹활약하며 66번의 경기에 출전했다. 2013년 8월 오랜 기간 암으로 투병하던 그는 부쿠레슈티의 군병원 5층에서 투신 자살로 영면에 들었다.

## 수상

### 선수
스테아우아 부쿠레슈티
- 쿠파 로므니에이: 1969–70, 1970–71

우니베르시타테아 크라이오바
- 디비지아 A: 1973–74, 1979–80, 1980–81
- 쿠파 로므니에이:  1976–77, 1977–78, 1980–81, 1982–83

개인
- 루마니아 올해의 축구 선수
  - 2위: 1979, 1981, 1982, 1985
  - 3위: 1978, 1980, 1983, 1984,

### 감독
알-와크라
- 카타르 슈퍼컵: 1991

알-자이시
- 시리아컵: 2004
- AFC컵: 2004

## 참고
1. ↑  루마니아 올림픽 국가대표팀 경기 2회 출전 포함.[1]